# NGC 112
NGC 112 est une galaxie spirale située dans la constellation d'Andromède. NGC 112 a été découverte par l'astronome américain Lewis Swift en 1885.

## Caractéristiques
La galaxie NGC 112 présente une large raie HI.

### Distance
Sa vitesse par rapport au fond diffus cosmologique est de 5 978 ± 23 km/s, ce qui correspond à une distance de Hubble de 88,2 ± 6,2 Mpc (∼288 millions d'al).
À ce jour, une quinzaine de mesures non basées sur le décalage vers le rouge (redshift) donnent une distance de 84,900 ± 11,028 Mpc (∼277 millions d'al), ce qui est à l'intérieur des valeurs de la distance de Hubble.

### Morphologie
Le professeur Seligman classe cette galaxie comme une spirale barrée, mais on ne voit pas de barre sur l'image de l'étude SDSS.

## Paire de galaxies
Les galaxies NGC 112 et UGC 238 (notée 0022+3105 dans l'article d’Abraham Mahtessian pour la galaxie CGCG 0022.4+3105) forment une paire de galaxies.